# Sami Clark
Pour les articles homonymes, voir Clark.
Vous pouvez aider à l'améliorer ou bien discuter des problèmes sur sa page de discussion.
- Il ne cite pas suffisamment ses sources. Vous pouvez indiquer les passages à sourcer avec {{référence nécessaire}} ou {{Référence souhaitée}}, et inclure les références utiles en les liant aux notes de bas de page. (Marqué depuis avril 2024)
- Son contenu est rédigé entièrement ou presque à partir d'une seule source. N'hésitez pas à modifier cet article pour améliorer sa vérifiabilité en apportant de nouvelles références dans des notes de bas de page. (Marqué depuis avril 2024)
- Certaines informations devraient être mieux reliées aux sources mentionnées dans la bibliographie ou les liens externes. Améliorez sa vérifiabilité en les associant par des références. (Marqué depuis avril 2024)

- Archive Wikiwix
- Bing
- Cairn
- DuckDuckGo
- E. Universalis
- Gallica
- Google
- G. Books
- G. News
- G. Scholar
- Persée
- Qwant
- (zh) Baidu
- (ru) Yandex
- (wd) trouver des œuvres sur Wikidata

Sami Clark (en arabe : سامي كلارك), de son vrai nom Sami Hobeika, est un chanteur libanais qui a connu son apogée de carrière dans les années 1980. 

## Biographie
Il est né au Liban au village de Dhour Choueir.
Il a chanté en arabe mais aussi en anglais et a remporté plusieurs prix internationaux, comme le prix de Menschen und Meer en Autriche pour sa chanson Mori Mori qui l’a rendu célèbre. Ses chansons sont caractérisées par le romantisme. Outre l’arabe (libanais) et l’anglais, il a chanté en arménien, français, italien, et russe.
Il est l'interprète du générique arabe de Ufo Robot Grendizer (Goldorak en France).
Il a été à la tête du syndicat des artistes libanais.

## Chansons

### Anglais
- Mori Mori
- Take me with you
- Grendizer Arabic Theme Song
- Amazing Man
- Dog Man
- Dog Man and the Adventures of the Wild West
- Dog Man to the Rescue
- Dog Man Fights Again
- Dog Man: The Final Chapter

### Arabe
- Koumi ta norkos ya sabiyeh (« Dansons jeune fille »)
- Liman toughanni al touyour (« Pour qui chantent les oiseaux »)
- Ah Ah ala hal Iyyam (« Oh, ces jours ! »)
- Tami
- Générique arabe de Ufo Robot Grendizer (Goldorak en France)

## Liens
- Ressource relative à la musique :   - MusicBrainz